# Панайотакос, Стивен
Сти́вен К. Панайота́кос (англ. Steven C. Panagiotakos; род. 26 ноября 1959, Александрия, Вирджиния, США) — греко-американский адвокат и политик-демократ, член Палаты представителей Массачусетса (1993—1997) и Сената Массачусетса от 1-го избирательного округа Мидлсекса (1997—2011).

## Биография
Окончил Академию Филлипса (1978), Гарвардский университет со степенью бакалавра гуманитарных наук (1982) и Школу права Саффолкского университета со степенью доктора права (J.D.) (1989).
В 1991—2011 годах занимался адвокатской практикой, являясь главой юридической фирмы «Law Offices of Steven C. Panagiotakos».
С 2010 года — консультант по вопросам стратегической политики в аутсорсинговой компании «Greenwood & Hall».
Вице-председатель совета попечителей Греко-американского университета.
Проживает в Лоуэлле.

## Комментарии
1. ↑  Данный вариант передачи фамилии на русский язык является транслитерационным, в то время как транскрипционным вариантом является Панаджиотакос.